# 魯德尼亞-諾韋尼卡
50°13′16″N 27°11′24″E / 50.22111°N 27.19000°E
魯德尼亞-諾韋尼卡（烏克蘭語：Рудня-Новенька），是烏克蘭的村落，位於該國西部赫梅利尼茨基州，由舍佩蒂夫卡區負責管轄，面積1.08平方公里，海拔高度240米，2007年人口199。